# Leland (Mississippi)
Leland is een plaats (city) in de Amerikaanse staat Mississippi, en valt bestuurlijk gezien onder Washington County.

## Demografie
Bij de volkstelling in 2000 werd het aantal inwoners vastgesteld op 5502.
In 2006 is het aantal inwoners door het United States Census Bureau geschat op 5065, een daling van 437 (-7.9%).

## Geografie
Volgens het United States Census Bureau beslaat de plaats een oppervlakte van
5,4 km², waarvan 5,3 km² land en 0,1 km² water. Leland ligt op ongeveer 38 m boven zeeniveau.

## Plaatsen in de nabije omgeving
De onderstaande figuur toont nabijgelegen plaatsen in een straal van 28 km rond Leland.

## Geboren
- Wadada Leo Smith (1941), trompettist, componist en muziekwetenschapper
- Thelma Houston (1946), R&B- en discozangeres